# Nguyễn Nam
Nguyễn Nam (sinh năm 1975) là nhà quay phim điện ảnh, đạo diễn truyền hình người Việt Nam.

## Tiểu sử
Sau khi tốt nghiệp Trung học phổ thông, năm 1994, Nguyễn Nam thi trượt nguyện vọng chính là cảnh sát mà ông yêu thích, nhưng đỗ nguyện vọng phụ là Trường Đại học Sân khấu – Điện ảnh Thành phố Hồ Chí Minh. Trường khi ông thi vào Sân khấu – Điện ảnh chỉ có hai ngành là quản lý và quay phim, ông đã ngẫu nhiên chọn quay phim.
Nguyễn Nam từng là thành viên giám khảo Liên hoan phim ngắn YxineFF 2011 và Liên hoan phim Việt Nam lần thứ 21.
Ông lập gia đình với nữ doanh nhân Lê Hạnh, người sáng lập tổ chức truyền thông TV Plus cùng tham gia sản xuất phim Vừa đi vừa khóc và chương trình Shark tank Việt Nam, Top Chef Việt Nam; họ có một cậu con trai sinh năm 2006.

## Tác phẩm

### Vai trò quay phim / đạo diễn hình ảnh
| Năm  | Tựa đề                  | Hình thức | Đạo diễn                         | Chú thích |
| ---- | ----------------------- | --------- | -------------------------------- | --------- |
| 2006 | Tuyết nhiệt đới         | Dài tập   | Vũ Ngọc Đãng                     |           |
| 2007 | Võ lâm truyền kỳ        | Điện ảnh  | Lê Bảo Trung                     |           |
| 2008 | Bỗng dưng muốn khóc     | Dài tập   | Vũ Ngọc Đãng                     |           |
| 2008 | Trăng nơi đáy giếng     | Điện ảnh  | Nguyễn Vinh Sơn                  |           |
| 2009 | Đẹp từng centimet       | Điện ảnh  | Vũ Ngọc Đãng                     |           |
| 2009 | Ngôi nhà hạnh phúc      | Dài tập   | Vũ Ngọc Đãng                     |           |
| 2009 | Có lẽ nào ta yêu nhau…? | Dài tập   | Tống Thành Vinh                  | [ 9 ]     |
| 2010 | Những nụ hôn rực rỡ     | Điện ảnh  | Nguyễn Quang Dũng                |           |
| 2011 | Hotboy nổi loạn         | Điện ảnh  | Vũ Ngọc Đãng                     |           |
| 2014 | Vừa đi vừa khóc         | Dài tập   | Vũ Ngọc Đãng                     |           |
| 2014 | Năm sau con lại về      | Điện ảnh  | Trần Ngọc Giàu                   |           |
| 2015 | Con ma nhà họ Vương     | Điện ảnh  | Vũ Ngọc Đãng                     |           |
| 2016 | Tía tui là cao thủ      | Điện ảnh  | Trần Ngọc Giàu; Nguyễn Thành Nam |           |

### Chương trình truyền hình
| Năm        | Chương trình                              | Vai trò       | Chú thích |
| ---------- | ----------------------------------------- | ------------- | --- |
| 2002       | VTV – Bài hát tôi yêu lần thứ 1           | Quay phim     | MV: "Nhé anh", "Vô tình" |
| 2003       | VTV – Bài hát tôi yêu lần thứ 2           | Quay phim     | MV: "Giấc mơ tình yêu", "Đêm nay anh mơ về em"                                                                                          |
| 2003       | VTV – Bài hát tôi yêu lần thứ 2           | Đạo diễn      | MV: "Còn ta với nồng nàn", "Mùa thu vàng"                                                                                               |
| 2004       | VTV – Bài hát tôi yêu lần thứ 3           | Quay phim     | MV: "Đêm nay có mưa rơi", "Tin nhắn của anh", "Tình hoàng hôn", "Giọt sương ban mai", "Mùa đông mong manh", "Tóc mây", "Tình hoàng hôn" |
| 2004       | VTV – Bài hát tôi yêu lần thứ 3           | Đạo diễn      | MV: "Đêm nay có mưa rơi", "Tin nhắn của anh", "Thôi đừng chiêm bao"                                                                     |
| 2015       | Con biết tuốt                             | Đạo diễn      | |
| 2016       | Vừng ơi, mở cửa                           | Đạo diễn      | [ 10 ] |
| 2017       | Giai điệu kết nối                         | Khách mời     | [ 11 ] |
| 2021       | Shark Tank – Thương vụ bạc tỷ             | Đạo diễn      | [ 12 ] |
| 2021       | Hành lý tình yêu                          | Đạo diễn      | [ 12 ] |
| 2022       | Nhập gia tùy tục                          | Đạo diễn      | [ 12 ] |
| 2023       | Đẩu bếp đỉnh Việt Nam - Top Chef Việt Nam | Đạo diễn      | [ 10 ] |
| 2014 - nay | Bố ơi, mình đi đâu thế?                   | Tổng đạo diễn | [ 10 ] |

## Giải thưởng
| Năm  | Giải thưởng                        | Tác phẩm                  | Đề cử                               | Nhận giải      | Kết quả   | Chú thích    |
| ---- | ---------------------------------- | ------------------------- | ----------------------------------- | -------------- | --------- | ------------ |
| 2004 | VTV – Bài hát tôi yêu lần thứ 2    | MV: "Còn ta với nồng nàn" | Giải Khán giả bình chọn             | (video)        | Đoạt giải | [ 13 ] [ 2 ] |
| 2004 | VTV – Bài hát tôi yêu lần thứ 2    | MV: "Còn ta với nồng nàn" | Giải thưởng của Hội đồng nghệ thuật | (video)        | Đoạt giải | [ 13 ] [ 2 ] |
| 2011 | Liên hoan phim Việt Nam lần thứ 17 | Hotboy nổi loạn           | Quay phim xuất sắc                  | Nguyễn Nam     | Đoạt giải | [ 14 ]       |
| 2015 | VTV Awards                         | Bố ơi! Mình đi đâu thế?   | Chương trình giải trí ấn tượng      | (chương trình) | Đoạt giải | [ 8 ]        |